# 1158

## أحداث
- تأسيس مدينة سوانزي وتقع حاليا في المملكة المتحدة.
- تأسيس مدينة ميونخ وتقع حاليا في ألمانيا.
- 11 يناير فلاديسلاف الثاني يصبح ملك بوهيميا

## مواليد
- أبو العباس أحمد الناصر لدين الله
- 23 سبتمبر - جيفري الثاني دوق بريطانيا (مات 1186)
- مارجريت ملكة فرنسا، ابنة لويس السابع ملك فرنسا (ماتت 1197)

## وفيات
- ابن العوام
- بيرنيجير ريفيرتير، نبيل وفارس كتلاني، فيكونت كونتية برشلونة وابن ريفيرتير الأول.